# 奇塞安
奇塞安（西班牙語：Chiquián），是秘魯的城鎮，位於該國北部安卡什大區，距離布蘭卡山脈50公里和首都利馬350公里，是博洛涅西省的首府，海拔高度3,374米，始建於1903年10月22日。
10°09′04″S 77°09′22″W / 10.151°S 77.156°W